# Licencia de navegación
En España, la Licencia de Navegación (LN) es un documento emitido por las federaciones de vela y motonáutica, así como por las escuelas náuticas de recreo, bajo su responsabilidad, que habilita al interesado para el gobierno de embarcaciones de recreo y motos náuticas sin límite de potencia, una vez recibida la formación correspondiente. Las prácticas de seguridad y navegación para la obtención de la licencia de navegación piden realizarse en aguas interiores. Para obtener la Licencia de Navegación hay que superar un reconocimiento psicofísico y realizar una formación teórica de dos horas y cuatro horas de práctica.

## Formación teórica
Formación teórica de dos horas durante las cuales se realizará una introducción a contenidos prácticos, se impartirán conocimientos sobre limitaciones a la navegación en playas no balizadas, balizadas y sus canales de acceso, normativa respecto al tráfico marítimo y navegación interior en los puertos, marcas laterales de la región A, forma de gobernar la embarcación para evitar balances y cabezadas e importancia de no atravesarse a la mar (reglas 4 a 8, 11 a 19 y 37 del RIPA o Reglamento Internacional para Prevenir Abordajes), nociones básicas para el uso de una estación de radio VHF portátil, limitándose al conocimiento del canal 16, su uso en caso de emergencia y las comunicaciones básicas de rutina, así como la forma de contactar con Salvamento Marítimo (canal 16 y teléfonos 112 y 900 202 202). Esta formación teórica puede impartirse en un aula o en la embarcación de prácticas.

## Formación práctica
Prácticas reglamentarias básicas de seguridad y navegación con una duración mínima de cuatro horas a realizar en régimen de singladura.
| Distintivo | Título                              | Eslora max. (metros)                                                            | Zona (millas)     | Moto náutica | Notas |
| ---------- | ----------------------------------- | ------------------------------------------------------------------------------- | ----------------- | ------------ | --- |
|            | Capitán de yate                     | Embarcaciones de recreo: 24 Buques de recreo: sin límite (arqueo max.: 3000 GT) | Sin límite        | A            | Habilitación vela independiente                                                                                       |
|            | Patrón de yate                      | 24                                                                              | 150               | A            | Habilitación vela independiente                                                                                       |
|            | Patrón de embarcaciones de recreo   | 15 (→24)                                                                        | 12 (→Baleares)    | A            | Habilitación vela independiente. Habilitación 24 m. y navegación a Baleares opcional                                  |
|            | Patrón de navegación básica         | 8                                                                               | 5                 | A            | Habilitación vela independiente                                                                                       |
| —          | Licencia de navegación              | 6                                                                               | 2                 | A            | Navegación diurna |
| —          | Autorización federativa ("titulín") | 6 (potencia max.: 40 kW)                                                        | Zonas delimitadas | —            | Navegación diurna (obsoleta; sustituida por Licencia de navegación, posibilidad de canje realizando 4h. de practicas) |
| —          | Sin título                          | motor: 5 (potencia max.: 11,26 kW)                                              | 2                 | —            | Navegación diurna |
| —          | Sin título                          | vela: 6                                                                         | 2                 | —            | Navegación diurna |